# Mantova Musica Festival
Il Festival della Musica di Mantova nacque come rassegna di musicisti italiani  (cantando e suonando esclusivamente dal vivo)  a Mantova dal 2 al 6 marzo 2004 per iniziativa di un comitato promotore composto da:
- Nando Dalla Chiesa, senatore e sociologo
- Paolo Rampi, imprenditore
- Lidia Ravera, scrittrice
- Fulvio Scaparro, psicologo ed editorialista del "Corriere della Sera"
- Fabio Zanchi, giornalista de "la Repubblica"

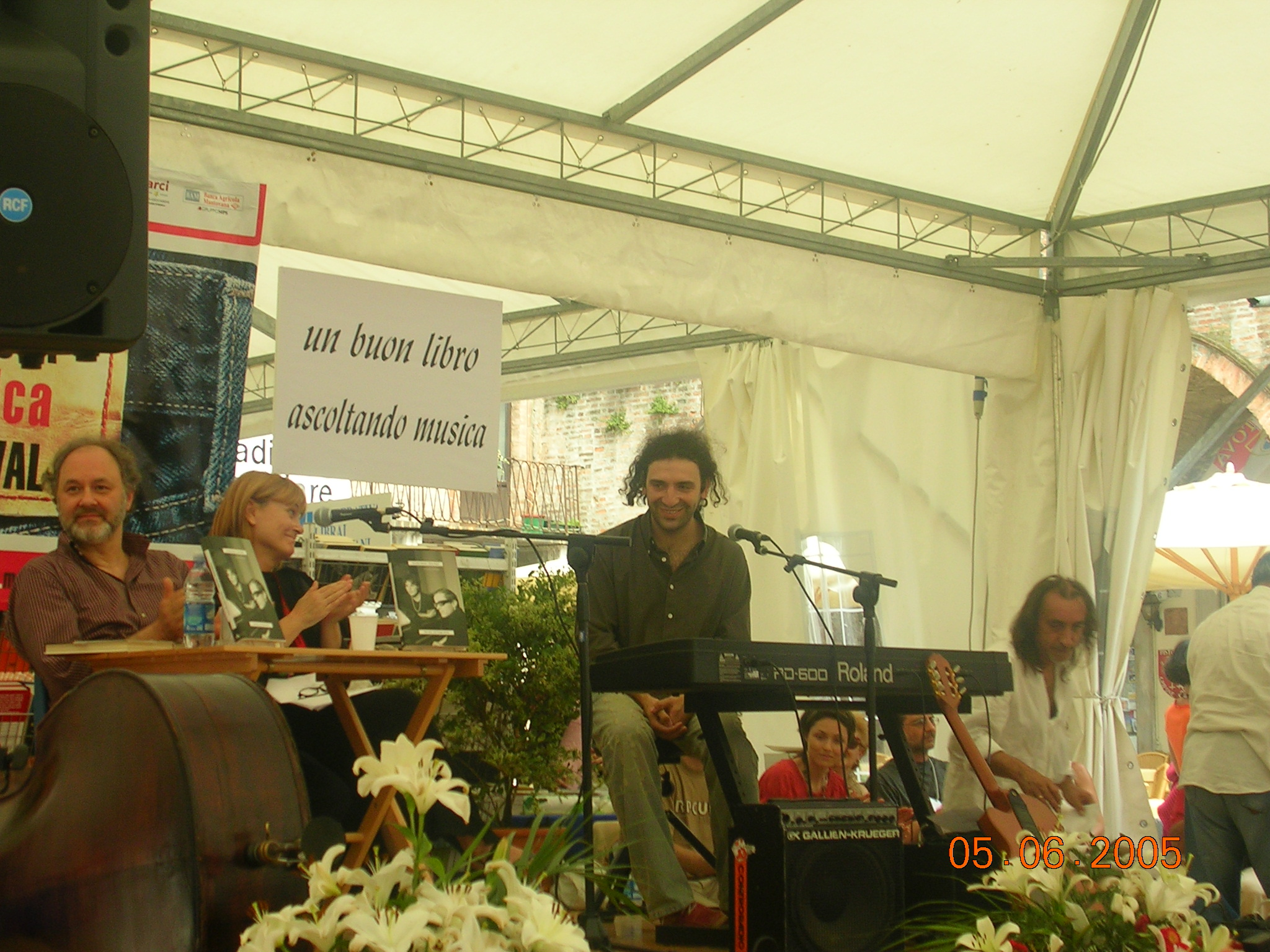
Stefano Bollani al MMF in Piazza Erbe

## 2004: le origini
Il Mantovamusicafestival è nato nel 2004 su un'idea di Nando Dalla Chiesa e della scrittrice Lidia Ravera, realizzata e sviluppata insieme con Fulvio Scaparro, Paolo Rampi e Fabio Zanchi e grazie alla collaborazione di Velia Mantegazza e Ricky Gianco.
L'obiettivo era di proporre un'alternativa al Festival di Sanremo, affidato quell'anno a un direttore artistico compromesso da frequentazioni mafiose
Il Festival, sotto la direzione artistica di Vittorio Cosma e Titti Santini, si svolse negli stessi giorni della rassegna di Sanremo. Nonostante la concorrenza, ebbe uno straordinario successo di pubblico (circa trentamila presenze, nonostante il clima ancora invernale) e mediatico (fino a tre milioni di telespettatori su Odeon Tv), con oltre 600 titoli sulla stampa nazionale e locale, con vignetta di Giannelli in prima pagina sul Corriere della Sera.
Merito di una formula che ricalcava quella del Festivaletteratura: cantanti e artisti sparsi nel centro storico della città, nelle piazze e negli scorci più suggestivi, a macinare dieci ore di musica al giorno, di tutti i generi, dal Rock alla musica classica. 

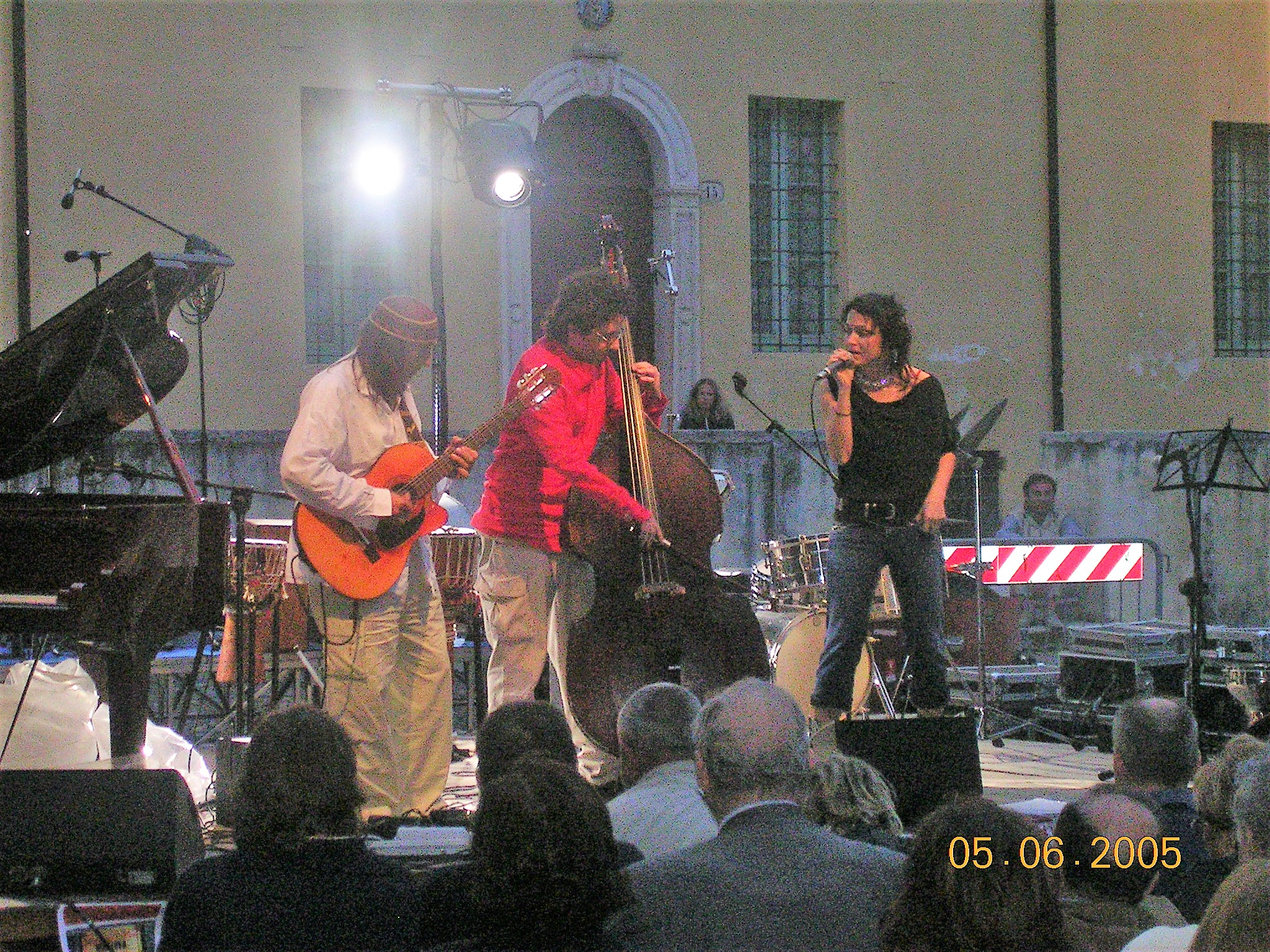
Fausto Mesolella, Ferruccio Spinetti, Petra Magoni in concerto a Mantova, Piazza L.B. Alberti

Con in più l'impegno civile di una battaglia perché non passasse sotto silenzio la scelta della Rai di affidare Sanremo, la sua trasmissione più popolare, a Tony Renis.
Già nel corso della manifestazione è apparso chiaro a tutti che essa non poteva essere rinchiusa nella formula del "controfestival", ma che aveva tutti i tratti di un nuovo tipo di manifestazione musicale, aperta a tutti i generi, con la partecipazione di intellettuali e musicisti di diverse tendenze artistiche..

## 2005: la seconda edizione
Il secondo anno del Mmf si è subito svincolato dalla concomitanza con il Festival di Sanremo. Ma ha mantenuto la caratteristica peculiare di manifestazione artistica con una forte impronta di impegno civile. La formula è stata allargata e ripensata, spostandola in una collocazione primaverile, dal 1 al 5 giugno 2005, per sfruttare al meglio le possibilità offerte da quello straordinario palcoscenico che è Mantova, una città ricca come poche altre di tesori architettonici e artistici. Si è così intensificato il raccordo tra piazze, vie, architetture e offerta culturale e musicale in questo seguendo l'esempio del già collaudato Festivaletteratura.
La coincidenza, voluta, con la festa della Repubblica del 2 giugno ha dato l'occasione di offrire un motivo per fondere la ricchezza e la qualità dell'offerta musica e culturale con una ribadita sensibilità civile e ideale.
La partecipazione di pubblico accresciuta (35.000 presenze) nonostante la durata più breve, l'attenzione della stampa pur in assenza di contrapposizioni polemiche verso altri grandi eventi, la partecipazione dei grandi nomi del mondo musicale accanto ad artisti più giovani, ma di grande spessore hanno confermato l'originalità e la vitalità di un appuntamento che trova le sue radici in un profondo mutamento in corso nella domanda di musica di alta qualità. Già al secondo anno, il Mmf è diventato un punto di riferimento sia per gli artisti, sia per il pubblico al di là delle differenze generazionali.

## 2006:Italia, Italie
La terza edizione, dal 24 al 28 maggio, sempre più festa popolare legata a una proposta artistica di qualità, ha ruotato intorno al tema “Italia, Italie”, che voleva riassumere l'intento di valorizzare la musica come luogo delle identità differenti nello spazio e nel tempo, ma anche come patrimonio comune del Paese. Serata d'esordio con musiche e canzoni di Umberto Bindi, cantate dai principali artisti italiani, da Battiato a Paoli, a Morgan, a Gianco a Sellani, con accompagnamento dell'orchestra Verdi di Milano. Momenti di straordinaria commozione dei cinquemila spettatori, in piazza Sordello, per l'esibizione di Bruno Lauzi. Concerto finale di Gianna Nannini, con il tutto esaurito nella piazza principale. Per il resto, un'altissima affluenza (cinquantamila persone circa), sempre affollati i concerti, compresi quelli di jazz in piazza Leon Battista Alberti, e quelli di rock per i giovani, a Campo canoa, dall'altra parte del lago Inferiore.
La formula, ormai consolidata, ha permesso anche quest'anno di recuperare all'uso dei mantovani e dei turisti, luoghi nuovi (Campo canoa, appunto) lasciando alla città, a fine Festival, i frutti di una proposta capace di proporre nuove letture di un ambito urbano prezioso e molto duttile.
Come nelle edizioni precedenti, grande è stato l'impegno organizzativo: otto palchi, 70 concerti in cinque giorni, 200 artisti.
Per il successo che ha avuto, il Mmf entra a far parte del "marchio territoriale" Mantova città dei Festival, proposto dal Comune.

## 2007: “muri”
Apertura con musiche di Puccini. Per un festival che è di musica leggera rappresenta una scelta molto coraggiosa. È un omaggio alla tradizione operistica in cui la voce diventa elemento dominante della rappresentazione artistica. Aprire con Puccini reinterpretato da cantanti come Ranieri o Paoli o Venditti significa davvero rompere i muri già dentro la storia della musica. Tanto più se, come si ha intenzione di fare, la chiusura sarà affidata invece a un gruppo come i Green Day. Una musica senza muri per cantare una società senza muri.
È prevista una sezione per i giovani cantautori (fino adesso non c'è stata), alla quale si affiancherebbe una sezione per i giovani talenti dei conservatori (anche questa sarebbe la prima volta). Ci sarà  il meglio della nostra musica giovanile in generi diversi e mostri sacri della nostra musica anche di mezzo secolo fa, da Arigliano a Milva, alla quale si pensa di offrire una nicchia amatoriale di alto livello.
La caduta dei muri percorre il festival in tutti i sensi. Non ci sono in Italia festival con questa capacità di correre “a prateria” nelle più vaste e numerose esperienze musicali e di ricondurle a unità.
Novità, la notte bianca (tra sabato 26 e domenica 27 maggio). Luogo di musica e conversazione. Dal giorno alla notte e di nuovo al giorno tra musica e parola: un continuum temporale in cui il tema dei muri verrà evocato con scrittori, intellettuali e musicisti, in tutte le sue sfumature, in particolare quelle civili, sociali, religiose, umane, formando tre suggestivi luoghi di incontro notturno.